# Pierre Delfortrie
Pierre Delfortrie, né le 23 août 1879 à Haubourdin (Nord) et mort le 25 novembre 1953 à La Madeleine (Nord) est un homme politique français.

## Biographie
Après l'obtention de son brevet d'études supérieures, Pierre Delfortrie entre aux établissements Gillet-Thaon, importante entreprise de blanchisserie-teinturerie ; il y fera toute sa carrière et accèdera, après la Libération, aux fonctions de directeur général.
Son entrée dans la vie politique s'opère lors des municipales de 1929, qui lui permettent de devenir adjoint au maire d' Haubourdin, sa ville natale ; il y siège jusqu'en 1935. De 1928 à 1934, il est également conseiller général du Nord. Très actif et dynamique, Pierre Delfortrie est amené, durant l'entre-deux-guerres, à diriger de nombreuses sociétés professionnelles ou locales. 
Il accède, après guerre, à son premier mandat national, avec son élection par l'Assemblée nationale au Conseil de la République le 19 décembre 1946, pour y représenter les Républicains indépendants.
Il siège à la Commission de la presse, et à celle de la production industrielle 
En novembre 1944, président du Club de football de l'Olympique lillois, il signe avec Louis Henno, président du Fives Sporting Club, la Charte de création du LOSC, fusion des deux clubs.. 
Aux élections du 7 novembre 1948 au Conseil de la République, il est en deuxième place sur la liste présentée, dans le Nord, par les Indépendants et le RPF, qui remporte trois des neuf sièges à pourvoir, avec 1 183 foix sur 3 949 suffrages exprimés. 
Tête de la liste de la Fédération républicaine indépendante et radicale aux élections sénatoriales du 19 mai 1952, il échoue alors à conserver son siège .
Pierre Delfortrie se retire alors de la vie politique; il meurt l'année suivante à son domicile de La Madeleine, près de Lille.